# Tapanahoni
Tapanahoni (Tapanahony) – rzeka w Surinamie. Jest lewobrzeżnym dopływem Maroni.